# (365250) Vladimirsurdin
(365250) Владимирсурдин (лат. Vladimirsurdin) — малая планета, открытая 26 июля 2009 года Тимуром Крячко на Зеленчукской станции (Карачаево-Черкесия, Россия) обсерватории имени Энгельгардта. 28 июля 2021 года названа в честь советского и российского астронома Владимира Сурдина.

## Обнаружение и именование
(365250) Владимирсурдин
Открыта 26 июля 2009 года на станции Зеленчукская Т. В. Крячко.
Владимир Сурдин (р. 1953) — российский астроном, преподаватель Московского государственного университета. Являясь одним из самых известных популяризаторов науки в России, пробудил интерес к космосу у многих людей — слушателей его лекций и читателей книг.
Оригинальный текст (англ.)365250 Vladimirsurdin
Discovered 2009-Jul-26 by Kryachko, T. V. at Zelenchukskaya St.
Vladimir Surdin (b. 1953) is a Russian astronomer at Moscow State University. As one of the most famous science communicators in Russia, he has sparked many peopleʹs interest in space.
Источники: WGSBN Bull. 1, #5, 13.

## Орбита

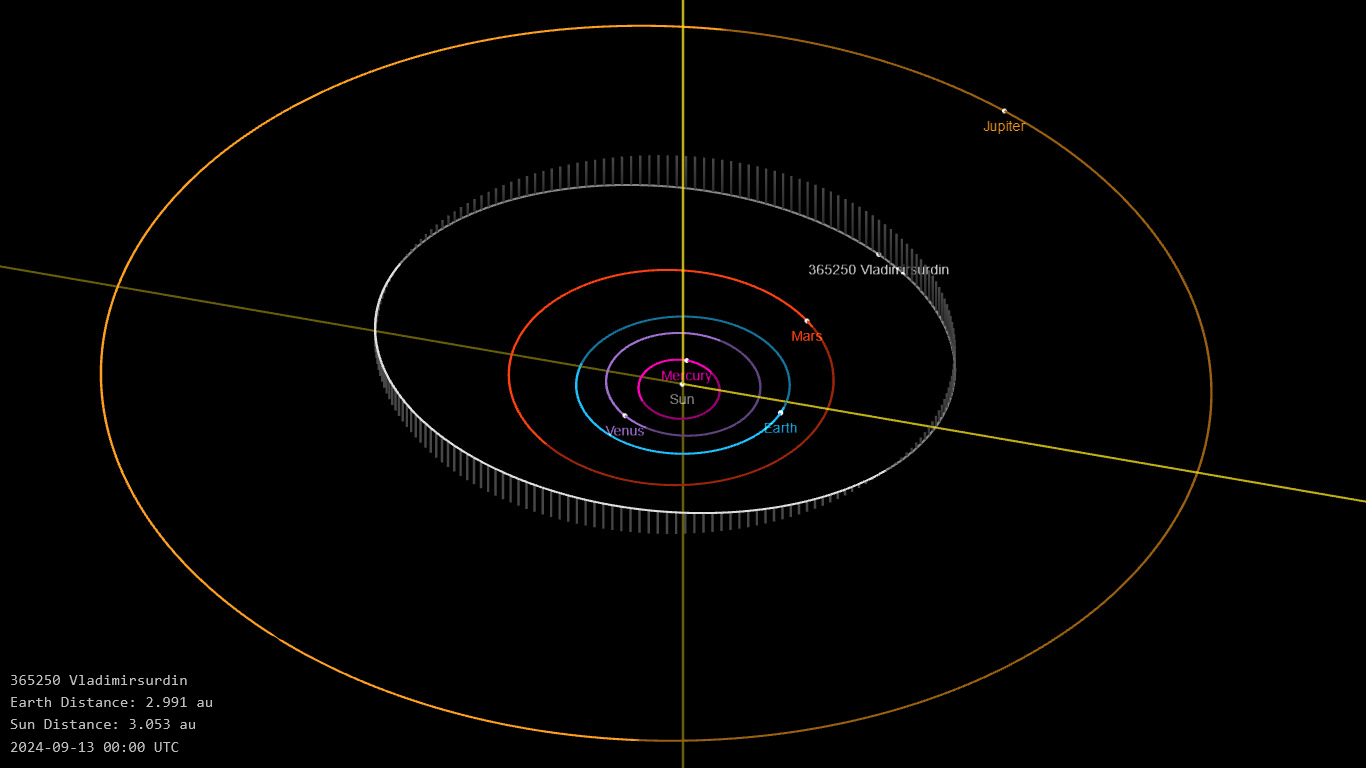
Орбита астероида Владимирсурдин и его положение в Солнечной системе

## Физические характеристики
Диаметр астероида оценивается равным 2,7 км.